# Championnat de Malaisie de football 2018
Navigation
Saison 2017 Saison 2019
La saison 2018 du Championnat de Malaisie de football est la trente-septième édition de la première division en Malaisie. Les douze meilleurs clubs du pays sont regroupés au sein d'une poule unique où ils s'affrontent deux fois, à domicile et à l'extérieur. En fin de saison, les deux derniers du classement final sont relégués et remplacés par les deux meilleurs clubs de deuxième division.
C'est le quadruple tenant du titre, le club du Johor Darul Ta'zim FC qui est à nouveau sacré cette saison après avoir terminé en tête du classement final. Il s'agit du cinquième titre de champion de Malaisie de l'histoire du club. 

## Clubs participants
- Johor Darul Ta'zim FC
- Perak FA
- PKNS FC
- Pahang FA
- Terengganu FA - Club promu de D2
- Kedah FA
- Melaka United
- Selangor FA
- Kuala Lumpur FA - Club promu de D2
- Kelantan FA
- PKNP FC - Club promu de D2
- Negeri Sembilan FA - Club promu de D2

- PKNP FC et Negeri Sembilan FA remplacent deux clubs rétrogradés administrativement la saison précédente[1].

## Compétition
Le barème de points servant à établir le classement se décompose ainsi :
- Victoire : 3 points
- Match nul : 1 point
- Défaite : 0 point

### Classement
| Rang | Équipe                 | Pts | J  | G  | N | P  | Bp | Bc | Diff |
| ---- | ---------------------- | --- | -- | -- | - | -- | -- | -- | ---- |
| 1    | Johor Darul Ta'zim FCT | 59  | 22 | 19 | 2 | 1  | 47 | 9  | +38  |
| 2    | Perak FA               | 36  | 22 | 10 | 6 | 6  | 35 | 27 | +8   |
| 3    | PKNS FC                | 35  | 22 | 10 | 5 | 7  | 35 | 29 | +6   |
| 4    | Pahang FAC             | 34  | 22 | 9  | 7 | 6  | 35 | 21 | +14  |
| 5    | Terengganu FAP         | 34  | 22 | 10 | 4 | 8  | 32 | 31 | +1   |
| 6    | Kedah FA               | 32  | 22 | 9  | 5 | 8  | 37 | 36 | +1   |
| 7    | Melaka United          | 31  | 22 | 9  | 4 | 9  | 33 | 38 | -5   |
| 8    | Selangor FA            | 27  | 22 | 7  | 6 | 9  | 35 | 39 | -4   |
| 9    | PKNP FC P              | 25  | 22 | 7  | 4 | 11 | 25 | 31 | -6   |
| 10   | Kuala Lumpur FA P      | 24  | 22 | 7  | 3 | 12 | 39 | 51 | -12  |
| 11   | Kelantan FA            | 18  | 22 | 5  | 3 | 14 | 20 | 43 | -23  |
| 12   | Negeri Sembilan FAP    | 15  | 22 | 4  | 3 | 15 | 27 | 47 | -20  |

|  | Qualification pour le tour préliminaire de la Ligue des champions 2019                        |
|  | Relégation en Premier League                                                                  |
|  | T : Tenant du titre C : Vainqueur de la Coupe de la Fédération P : Club promu en Super League |

## Bilan de la saison
| Championnat de Malaisie de football 2018 |                                  |
| Champion                                 | Johor Darul Ta'zim FC (5e titre) |
| Coupes et trophées                       |                                  |
| Vainqueur de la Coupe de la Fédération   | Pahang FA                        |
| Qualifications continentales             |                                  |
| Ligue des champions de l'AFC 2019        | Johor Darul Ta'zim FC            |
| Coupe de l'AFC 2019                      | Aucun                            |
| Promotions et relégations                |                                  |
| Promus en Super League                   | Felda United FC                  |
| Promus en Super League                   | Petaling Jaya City FC            |
| Relégués en Premier League               | Kelantan FA                      |
| Relégués en Premier League               | Negeri Sembilan FA               |